# Viva World Cup nữ
VIVA World Cup của nữ là giải bóng đá nữ được tổ chức bởi New Federation Board, một hiệp hội bảo trợ cho các quốc gia không thuộc FIFA. Giải đấu này được tổ chức hai lần vào năm 2008 và 2010.

## Lịch sử

### Sápmi 2008
Ở lần tổ chức đầu tiên với chỉ hai đội có mặt, chủ nhà Sápmi dễ dàng chiến thắng Kurdistan sau hai lượt với tổng tỉ số 15–1.
Múi giờ CEST (UTC+2)
| Sápmi                         | 4–0 | Kurdistan thuộc Iraq |
| ----------------------------- | --- | -------------------- |
| Gry Keskitalo Skulbørstad (4) |     |                      |

| Sápmi | 11–1 | Kurdistan thuộc Iraq |
| --- | ---- | -------------------- |
| Gry Keskitalo Skulbørstad (5) Mia Carina Eira (2) Marlen Hallen Magdalena Esseryd Mia Oscarsson Ragnhild Fosshaug |      |                      |

### Gozo 2010
Ở giải đấu lần thứ hai cũng với chỉ hai đội, Padania vượt qua Gozo sau hai lượt với tổng kết quả 7–0.
| Padania | 4–0 | Gozo |
| ------- | --- | ---- |
|         |     |      |

| Padania | 3–0 | Gozo |
| ------- | --- | ---- |
|         |     |      |